# Dub Wicked
Dub Wicked – jedenasty album studyjny Michaela Rose’a, jamajskiego wykonawcy muzyki reggae.
Płyta została wydana w roku 1997 przez amerykańską wytwórnię Heartbeat Records. Znalazły się na niej zdubowane wersje piosenek z poprzedniego albumu artysty, Dance Wicked. Miksu utworów dokonał Augustus "Gussie P" Prento. Produkcją całości zajął się sam wokalista we współpracy z Davidem "Fluxy" Heywoodem, Leroyem "Mafia" Heywoodem oraz Jackie Davidsonem.

## Lista utworów
1. "Dub Well Happy"
2. "Wicked Dub"
3. "Lion Jungle Dub"
4. "Gold Mine"
5. "Dreadlocks In Dub"
6. "Reality Dub"
7. "Straight To Landlord's Head"
8. "Blinding Version"
9. "Goodbye"
10. "Mind This Yah Dub"
11. "Dub Up"
12. "Ghetto Life"